# Castlevania (jeu vidéo, 1999)
 (septembre 2017).
Si vous disposez d'ouvrages ou d'articles de référence ou si vous connaissez des sites web de qualité traitant du thème abordé ici, merci de compléter l'article en donnant les références utiles à sa vérifiabilité et en les liant à la section « Notes et références ».
Pour les articles homonymes, voir Castlevania (homonymie).
Castlevania (悪魔城ドラキュラ黙示録, Akumajō Dracula Mokushiroku, au Japon ; aussi appelé Castlevania 64) est un jeu vidéo d'action-aventure sorti en 1999 sur Nintendo 64. Le jeu a été développé par Konami CEK puis édité par Konami.

## Trame

### Scénario
Le joueur peut incarner deux personnages différents, dont le parcours et la personnalité modifient les cinématiques selon le choix du joueur. Cependant, l'histoire principale n'en est pas particulièrement affectée.
Au milieu du XIXe siècle, en 1852, l'humanité se retrouve sur la voie du mal et de la vilenie, ce qui permet le retour de Dracula et de son château. Il incombe à deux aventuriers de l'arrêter : Reinhardt Schneider, issu du légendaire clan de chasseurs de vampires Belmont, et Carrie Fernandez, une jeune sorcière dont la mère adoptive a été tuée lors d'une attaque de démons dans leur village. Si Reinhardt ne fait que suivre son destin en tant que descendant de la famille Belmont, Carrie cherche à venger la mort de sa mère.
En pénétrant dans le château, ils sont accueillis par Dracula en personne, les avertissant du terrible destin qui les attend s'ils osent s'opposer à lui. Puis ils arrivent dans une villa en décrépitude, où ils rencontrent pourtant plusieurs personnes : Rosa, une vampire inoffensive, Charlie Vincent, un chasseur de vampire vétéran, Renon, un démon marchand, et Malus, un jeune garçon aux cheveux bleus. Ce dernier est sauvé de justesse par Reinhardt et Carrie des griffes de démons et est conduits hors du château par ces derniers.
Mais en arrivant au centre du château, les deux héros sont surpris d'y retrouver Malus, et son comportement semble avoir changé : non seulement il n'éprouve aucune envie de partir d'ici, mais il n'hésite pas à menacer de mort ses deux sauveurs, laissant ces derniers en pleine confusion. C'est à partir d'ici que l'histoire diffère suivant le héros contrôlé :
- Reinhardt retrouve Rosa, qui tente de se suicider car elle ne peut supporter sa nature vampirique. Reinhardt l'en empêche en lui faisant comprendre que Dieu ne peut permettre à qui que ce soit de commettre un tel acte, même s'il s'agit d'un vampire. Rosa supplie alors au chasseur de la tuer, mais devant son refus, elle finit par s'en aller non sans avertir Reinhardt que son comportement pourra le mener à sa perte. Il la retrouve plus tard, cette fois-ci possédée par la Mort, obligeant le chasseur à la combattre. Mais constatant la puissance du chasseur et de l'insistance de Rosa à vouloir mourir, la Mort interrompt le combat et disparaît avec sa captive. Reinhardt les retrouve au sommet de la tour de l'horloge, où la Mort s’apprête à le tuer, mais Rosa s'interpose et prend le coup fatal. Mais Reinhardt prie pour le salut de son âme juste avant qu'elle ne meure, puis engage les hostilités contre la Mort.

- Carrie est confronté à une sorcière du nom d'Actrise. Ayant participé à la résurrection de Dracula, cette dernière est persuadée que les pouvoirs de Carrie rendront son maître plus puissant. Mais elle préfère disparaître tout en laissant une mystérieuse vampire combattre la jeune sorcière. Il s'avère qu'il s'agit en réalité d'une cousine de Carrie, qui a tenté de combattre Dracula il y a longtemps mais a échoué et fut condamnée à servir le comte. Carrie en sort victorieuse, mais jure que sa vengeance sera plus terrible encore. Elle retrouve Actrise au sommet de la tour de l'horloge, où cette dernière dévoile sa cruauté en avouant qu'elle n'a pas hésité à sacrifier sa propre fille pour le compte de Dracula. De rage, Carrie tue son adversaire.

Les deux héros finissent par se confronter à Dracula et à le tuer. Mais alors qu'ils fuient l'écroulement du sommet du château, Malus leur barre le passage. Il révèle que le Dracula qu'ils ont tué n'était que Gilles de Rais, un serviteur se faisant passer pour le comte, et que le vrai n'est autre que Malus lui-même. Mais malgré sa forme adulte, il finit par être vaincu et redevient l'enfant qu'était Malus, sans aucun souvenir de ce qui s'est passé. Mais Charlie Vincent intervient auprès des héros en lui faisant comprendre que Malus et Dracula ne sont qu'une seule et même personne, que Malus n'a jamais été possédé par le vampire. Dans un dernier effort, Dracula se transforme en un gigantesque démon, mais est à nouveau vaincu.
Alors que Reinhardt contemple le château en ruine, une rose tombe à ses pieds et se transforme en Rosa, vivante et redevenue humaine. Devenant amants, ils s'interrogent sur le sort de l'humanité face à Dracula. Quant à Carrie, elle part se recueillir sur la tombe de sa mère.
Il existe une mauvaise fin si les héros mettent plus de seize jours (en jeu) à parvenir jusqu'à Dracula. Ils seront d'abord obligé d'affronter Charlie Vincent, devenu vampire après avoir été vaincu par Gilles de Rais, avant d'affronter ce dernier. À sa mort, Malus réapparait auprès d'eux et leur demande de l'aider à sortir du château. Sans l'intervention de Charlie Vincent, Reinhardt et Carrie ne sauront jamais la vraie nature de Malus…

### Personnages
Personnages principaux :
- Reinhardt Schneider (jouable)
- Carrie Fernandez (jouable)
- Malus / Dracula

Personnages secondaires :
- Actrise
- Le gardien
- La guerrière Fernandez
- L'homme-lézard
- La Mort
- Gilles de Rais
- Renon
- Rosa
- Charlie Vincent

## Système de jeu
Castlevania est un jeu d'action-aventure et de plates-formes en 3D dont l'action se déroule dans une vue à la troisième personne. Le joueur peut incarner deux personnages différents, soit Reinhardt Schneider, un chasseur de vampire, ou Carrie Fernandez, une fillette de 12 ans. Chacun d'entre eux possède des armes et des habiletés différentes.

## Accueil
Castlevania reçoit un accueil positif de la critique spécialisée. Le jeu obtient un score de 78 % sur l'agrégateur de critiques Metacritic sur la base de 15 critiques.